# 周思兼 (嘉靖進士)
周思兼（1518年—1564年），字叔夜，號萊峯，學者稱萊峰先生，直隸華亭（今上海市松江區）人，明朝政治人物，進士出身。

## 生平
嘉靖二十二年（1543年）應天府鄉試第32名舉人。嘉靖二十六年（1547年）登丁未科会试198名，二甲58名進士，授山東平度州知州。嘉靖三十年（1551年）后升任工部員外郎，管理临清砖厂，进郎中，升湖广按察司佥事，因內艱去官，不復出。居久之，四十三年起补浙江佥事，九月升廣西提學副使，未擔任即卒。

## 家族
曾祖周榆。祖父周禋，县主簿。父周雲鵠。母杨氏。具庆下。弟思齊。子绍元、绍節。

## 延伸阅读
[在维基数据编辑]
 《明史卷二百〇八》，出自《明史》